# Encerrado con los faraones
Encerrado con los faraones (título original en inglés: Imprisoned with the Pharaohs; llamado Bajo las pirámides en forma de borrador, también publicado como Sepultado con los faraones) es una novela corta escrita por el autor de fantasía estadounidense H. P. Lovecraft en colaboración con Harry Houdini en febrero de 1924. Encargada por el fundador y propietario de la revista pulp Weird Tales, J. C. Henneberger, la narración cuenta un relato ficticio en la perspectiva de primera persona de una supuesta experiencia real del escapista Harry Houdini. Ambientado en 1910, en Egipto, Houdini es secuestrado por un guía turístico, que se asemeja a un antiguo faraón, y arrojado a un profundo pozo cerca de la Gran Esfinge de Guiza. Mientras intenta encontrar la salida, se topa con una gigantesca caverna ceremonial y con la deidad de la vida real que inspiró la construcción de la Esfinge.
Lovecraft aceptó el trabajo debido al dinero que Henneberg le ofreció por adelantado. La historia se publicó en la edición de mayo-junio-julio de 1924 de Weird Tales, aunque se acreditó únicamente a Houdini hasta la reimpresión de 1939. A pesar del uso de la licencia artística de Lovecraft, Houdini disfrutó de la historia y los dos hombres colaboraron en varios proyectos más pequeños antes de la muerte de este último en 1926. Encerrado con los faraones se ha sugerido como una influencia temprana en el autor Robert Bloch y como una anticipación del universo cósmico, temas en el trabajo posterior de Lovecraft, incluida La casa rechazada.

## Sinopsis

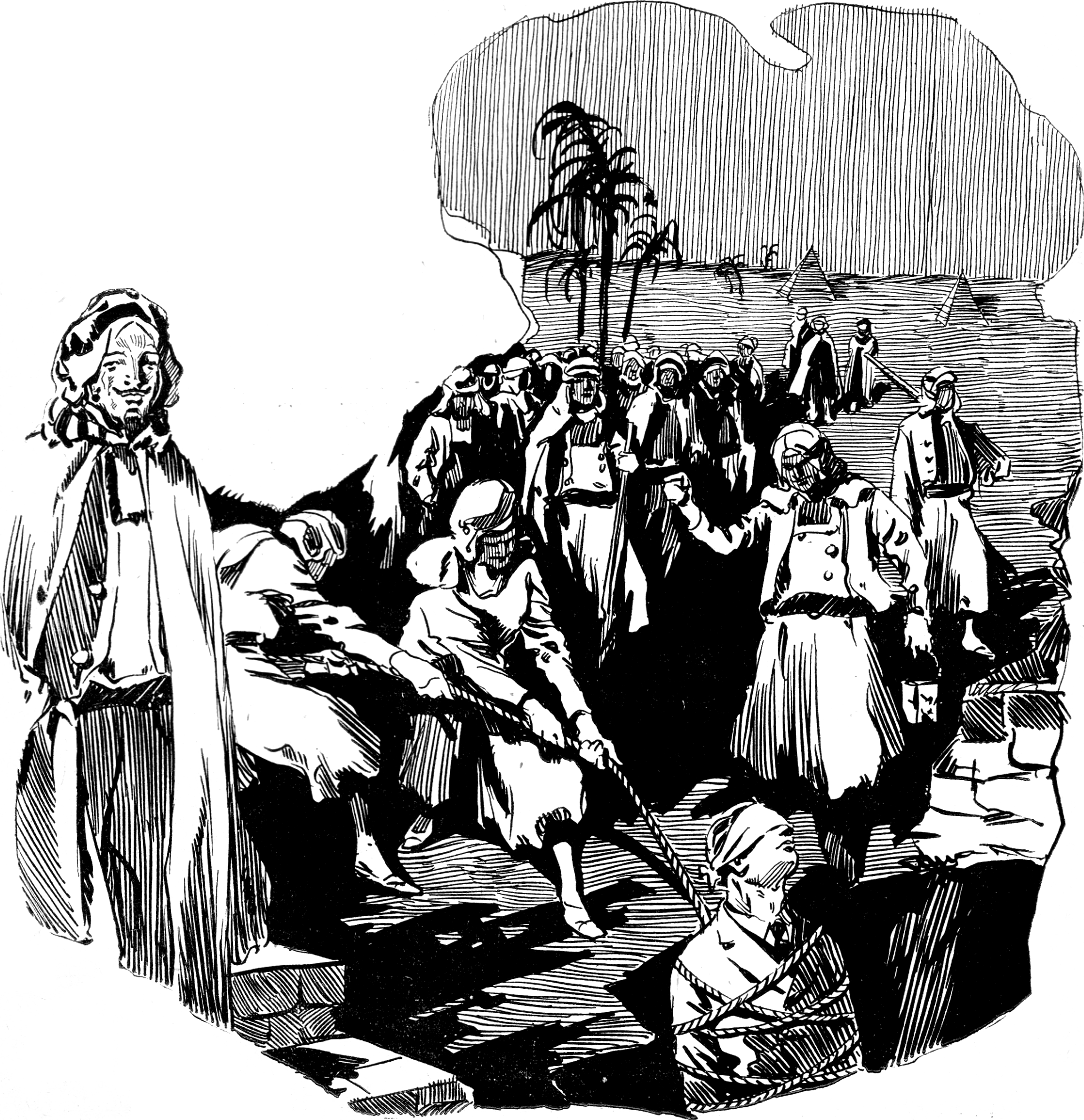
Ilustración original de la obra

Contado desde la perspectiva en primera persona del escapista Harry Houdini, la novela es un relato ficticio de un encuentro que afirma haber experimentado durante sus vacaciones en Egipto en enero de 1910. Tras contratar los servicios de un guía llamado Abdul Reis el Drogman, Houdini inicia una gira por El Cairo y finalmente se ve obligado a separar a su guía y a un líder beduino llamado Ali Ziz que se habían enzarzado en una pelea. Drogman pide ayuda a Houdini para que lo ayude a resolver la pelea a través de una «costumbre de gran antigüedad en El Cairo»: un combate de boxeo en la cima de la Gran Pirámide de Guiza. Houdini pronto descubre, sin embargo, que todo era simplemente una artimaña diseñada para atraerlo al desierto por la noche y secuestrarlo. El escapista es atado, llevado a un lugar desconocido y arrojado a un pozo profundo.
Después de soñar con horrores espectaculares, Houdini se despierta en el fondo del pozo y finalmente logra liberarse de las cuerdas. Sospechando que está en algún lugar de un templo bajo la Gran Esfinge de Guiza, camina a través de la oscuridad en un intento de encontrar una salida, siguiendo lo que cree que es una corriente de aire del exterior. En cambio, descubre que en realidad se ha estado dirigiendo más bajo tierra, cayendo finalmente por un tramo de escaleras y aterriza en una gran caverna ceremonial. Allí es testigo de un ejército de momias mitad hombres, mitad animales, dirigidos por el antiguo faraón Kefrén y su reina Nitocris, que dejan ofrendas a una extraña bestia con tentáculos, cinco cabezas y del tamaño de un hipopótamo que aparece de un agujero en lo más profundo de la sala. Mientras escapa, se da cuenta de que esta criatura es simplemente una parte de una deidad mucho mayor en cuya imagen se talló la Esfinge.
Houdini descarta los eventos como una alucinación o un sueño como consecuencia de las tensiones de su terrible experiencia de secuestro, a pesar del parecido que ve entre Kefrén y su guía, Drogman.

## Trasfondo
Debido a los problemas financieros de J. C. Henneberger, fundador y propietario de Weird Tales, este quiso asociar al popular Harry Houdini con la revista para aumentar su número de lectores. Tras la introducción de una columna titulada «Pregunte a Houdini», así como la publicación de dos cuentos supuestamente escritos por el escapista, Henneberger buscó a Lovecraft en febrero de 1924 y le encargó que escribiera la historia de una experiencia supuestamente real que Houdini había tenido. en Egipto. A Lovecraft le pagó $ 100 (aproximadamente $ 1581 en términos actuales) para escribir la historia, en ese momento la suma más grande que jamás había recibido como anticipo. Este fue un factor importante que lo motivó a aceptar el trabajo ya que, después de escuchar la historia de Houdini e investigar sus antecedentes, Lovecraft concluyó que la historia era completamente inventada y solicitó permiso a Henneberger para obtener una licencia artística. Después de recibir la autorización del editor, comenzó a escribir dedicando un tiempo considerable a investigar el escenario en los libros publicados por el Museo Metropolitano de Arte, así como visitando con frecuencia las exhibiciones egipcias del museo.

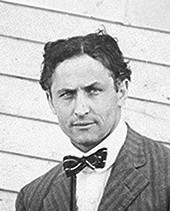
Harry Houdini estaba satisfecho con el resultado del trabajo de Lovecraft y colaboró en otros proyectos con él antes de su muerte en 1926.

Lovecraft completó la novela en febrero de 1924, pero perdió su texto mecanografiado original de la historia en Union Station en Providence, Rhode Island, cuando se dirigía a Nueva York para casarse. Por lo que se vio obligado a pasar gran parte de su luna de miel en Filadelfia volviendo a escribir el manuscrito. El título original de la obra, Bajo las pirámides, solo se conoce por el anuncio de objetos perdidos que colocó en The Providence Journal. El cuento se publicó en la edición de mayo-junio-julio de 1924 de Weird Tales como Encerrado con los faraones y sin crédito a Lovecraft en la línea de autor, ya que Henneberger pensó que esto confundiría a los lectores, ya que la narración se contó en su totalidad a partir de la perspectiva en primera persona de Houdini. Lovecraft más tarde recibiría crédito en la nota del editor de la reimpresión de 1939.

## Recepción y legado
Encerrado con los faraones se convirtió en una historia popular y fue recibido favorablemente por Houdini. El escapista quedó tan impresionado que, hasta su muerte, continuó ofreciéndole trabajos y oportunidades de escritura. Entre ellos se encontraba un artículo que criticaba la astrología (por el que le pagaron $ 75, aproximadamente $ 1186 en términos actuales) y un libro titulado El cáncer de la superstición, del cual Lovecraft había completado un resumen y algunas páginas introductorias antes de la muerte de Houdini en 1926. Para agradecer al autor por su trabajo, Houdini le dio a Lovecraft una copia firmada de su libro de 1924 A Magician Among the Spirits. El erudito de Lovecraft S. T. Joshi elogió la historia, calificándola de «sorprendentemente efectiva y llena de suspense, con un final genuinamente sorprendente». El autor, editor y crítico de ciencia ficción y fantasía Lin Carter, en su obra de 1972 Lovecraft: A Look Behind the Cthulhu Mythos, se refiere a la historia como «una de las mejores cosas que Lovecraft había escrito hasta ese momento».
La novela se ha citado como una influencia temprana en Robert Bloch, lo que es particularmente evidente en su cuento Fantasía del Faraón Negro. Aunque el mismo Lovecraft se refiere a la esfinge real como un dios de los muertos, Bloch amplió los mitos y afirmó que la esfinge en Encerrado con los faraones era en realidad Nyarlathotep, uno de los dioses exteriores y una creación de Lovecraft. La idea de un final inesperado, donde un terrible descubrimiento empeora al darse cuenta de que es solo una parte de un horror mucho más grande, se usó nuevamente en The Shunned House, escrita más tarde ese mismo año. En este cuento, el protagonista excava en el sótano de la vivienda del mismo nombre solo para descubrir que lo que creía que era el monstruo del cuento es solo el codo de la bestia.
El texto de Encerrado con los faraones, como muchas de las obras de Lovecraft, es de dominio público y se puede encontrar en varias recopilaciones de la obra del autor, así como en Internet.